# Ла Ђунка-Моцано (Маса-Карара)
Ла Ђунка-Моцано је насеље у Италији у округу Маса-Карара, региону Тоскана.
Према процени из 2011. у насељу је живело 89 становника. Насеље се налази на надморској висини од 326 м.